# Corrent Sud Equatorial Atlàntic
El corrent Equatorial del Sud és un significatiu corrent de l'oceà Atlàntic que flueix d'est a oest entre l'equador i al voltant del Paral·lel 20 de l'hemisferi Sud.
Dins de l'hemisferi sud, el corrent Equatorial del Sud és una branca cap a l'oest dels girs subtropicals de gran escala. Aquests girs són moguts per la combinació dels vents alisis en els tròpics i els vents de l'oest que es troben al sud del Paral·lel 30 Sud (aproximadament), a través d'un procés bastant complicat que inclou la intensificació del corrent de frontera occidental. En l'equador, el corrent Equatorial del Sud és mogut directament pels vents alisis que bufen d'est a oest.
El Corrent Sud Equatorial Atlàntic acaba en el límit oriental del subcontinent sud-americà on es parteix en dos. Una branca canvia la seva direcció a nord-oest, i flueix paral·lel a les costes septentrionals del Brasil. La segona branca canvia a direcció sud-oest, i flueix paral·lel a les costes orientals de Brasil amb el nom de Corrent de Brasil.